# Pirgula jordani
Pirgula jordani är en fjärilsart som beskrevs av Erich Martin Hering 1926. Pirgula jordani ingår i släktet Pirgula och familjen tofsspinnare. Inga underarter finns listade i Catalogue of Life.